# Pretoriamyia somereni
Pretoriamyia somereni là một loài ruồi trong họ Tachinidae.